# Saint-Gervais, Gironde
Saint-Gervais là một xã thuộc tỉnh Gironde trong vùng Aquitaine tây nam nước Pháp. Xã này nằm ở khu vực có độ cao trung bình 25 mét trên mực nước biển.